# 王行本
王行本（6世纪—620年），隋末武將，本是河東通守堯君素的部將。堯君素堅守河東郡抵抗唐朝，最後被部下殺害，河東郡被唐軍攻下。但隨即王行本又殺叛變將領，重奪河東蒲坂堅持對抗唐軍。
唐武德二年（619年），劉武周南下攻唐，在其部將宋金剛攻下澮州時響應投誠，後於在李世民在安邑大破南下增援王行本的定楊軍後，唐武德三年（620年）正月，唐將秦武通攻蒲坂，王行本不敵出降，被殺。